# Psolidium gracile
Psolidium gracile is een zeekomkommer uit de familie Psolidae.
De wetenschappelijke naam van de soort werd in 1894 gepubliceerd door Hubert Ludwig.